# Palazzo delle Poste (Napoli)
Il Palazzo delle Poste è un palazzo situato in piazza Matteotti nella città di Napoli.
Il palazzo è stato eretto nell'area dell'ex rione San Giuseppe-Carità, demolito negli anni trenta del XX secolo. L'attico del palazzo ospita la sede centrale della emeroteca Tucci intitolata a Vincenzo Tucci, giornalista de Il Mattino.

## Storia

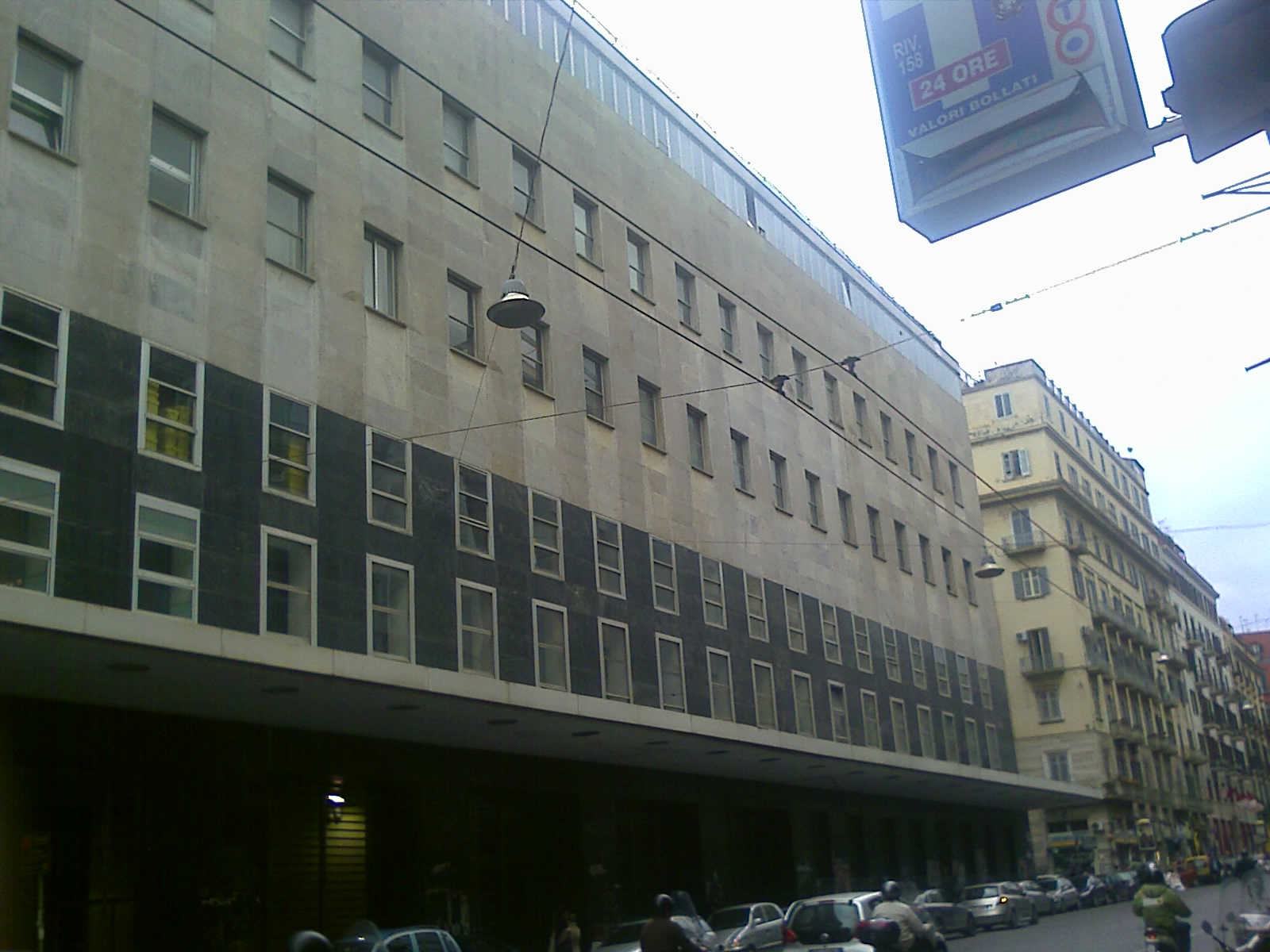
Facciata laterale

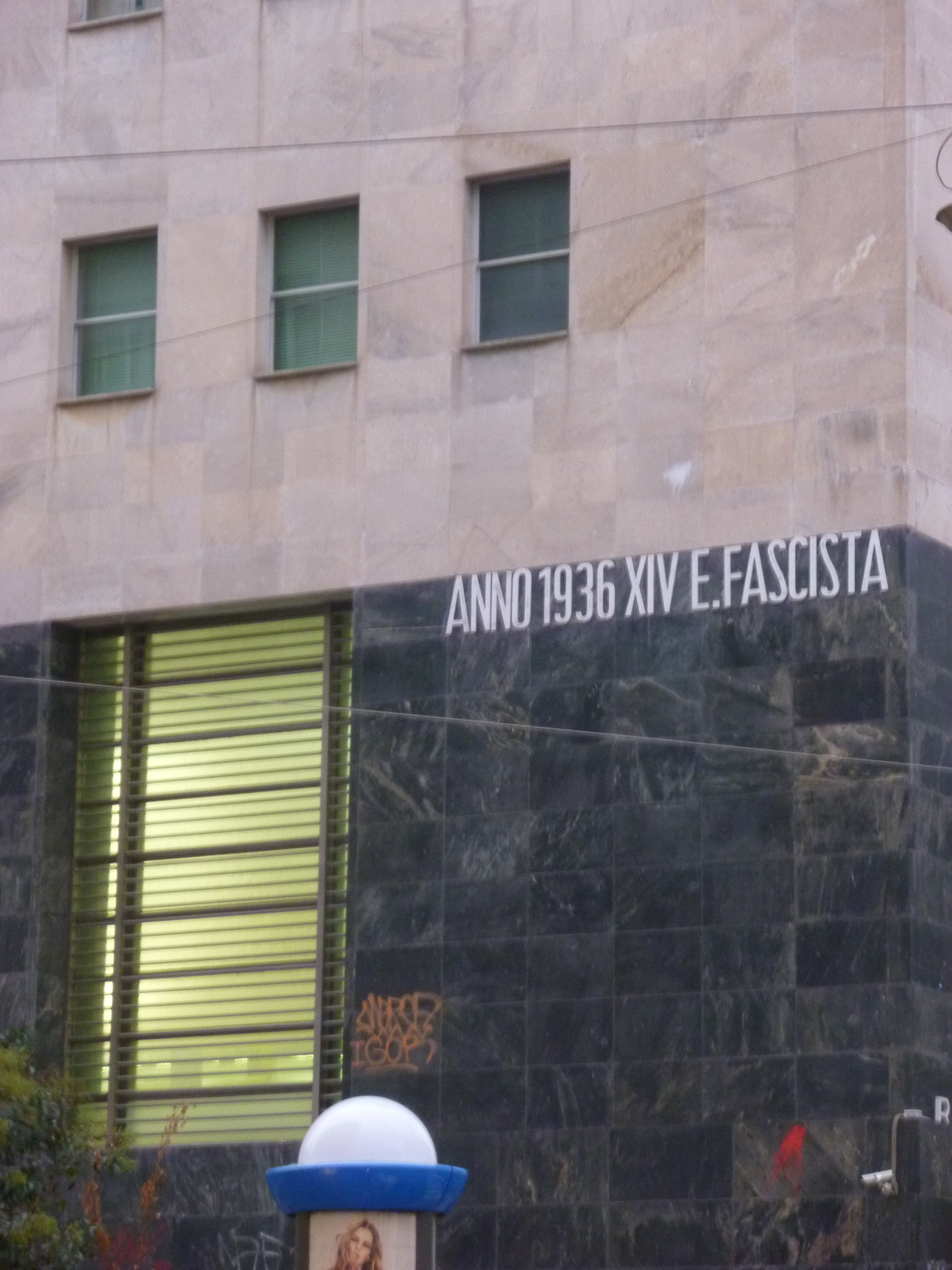
L'iscrizione con l'indicazione dell'era fascista tuttora presente ad un angolo dell'edificio

La progettazione dell'edificio, voluto dall'allora ministro delle Comunicazioni Costanzo Ciano, fu avviata nel 1928 con l'emanazione di un concorso a cui parteciparono importanti figure dell'architettura del periodo, mentre la costruzione vera e propria fu portata a termine tra il 1933 ed il 1936, anno in cui il complesso venne inaugurato, precisamente il 30 settembre, dal ministro Antonio Stefano Benni.
Il progetto vincitore risultò quello dell'architetto bolognese Giuseppe Vaccaro, il quale realizzò il primo modello in chiave storicista e monumentale, in uno stile identificabile con quello di Marcello Piacentini. Durante il passaggio alla fase esecutiva venne accostato l'architetto Gino Franzi ed entrambi modificarono il progetto monumentalista trasformandolo in un esempio di architettura razionalista-funzionalista.
Nella costruzione del palazzo i due architetti dovettero affrontare delle limitazioni, dovute alla conformazione urbanistica della zona, che condizionarono fortemente il loro operato: pertanto la planimetria risultò di forma irregolare e l'altezza fu imposta dal vicino chiostro di Monteoliveto, mentre un'altra limitazione fu determinata dalla presenza di un loggiato rinascimentale inglobato nel medesimo complesso.
Il 7 ottobre 1943, pochi giorni dopo le quattro giornate di Napoli, il Palazzo delle Poste venne squassato nella parte ovest da alcune violentissime esplosioni, che provocarono 30 morti, 84 feriti ed ingenti danni. I nazisti, dopo aver abbandonato la città, incalzati dagli Alleati che avanzavano da Salerno e dalla popolazione in rivolta, avevano minato l'edificio con ordigni a tempo, programmati per esplodere in un secondo momento.

## Architettura

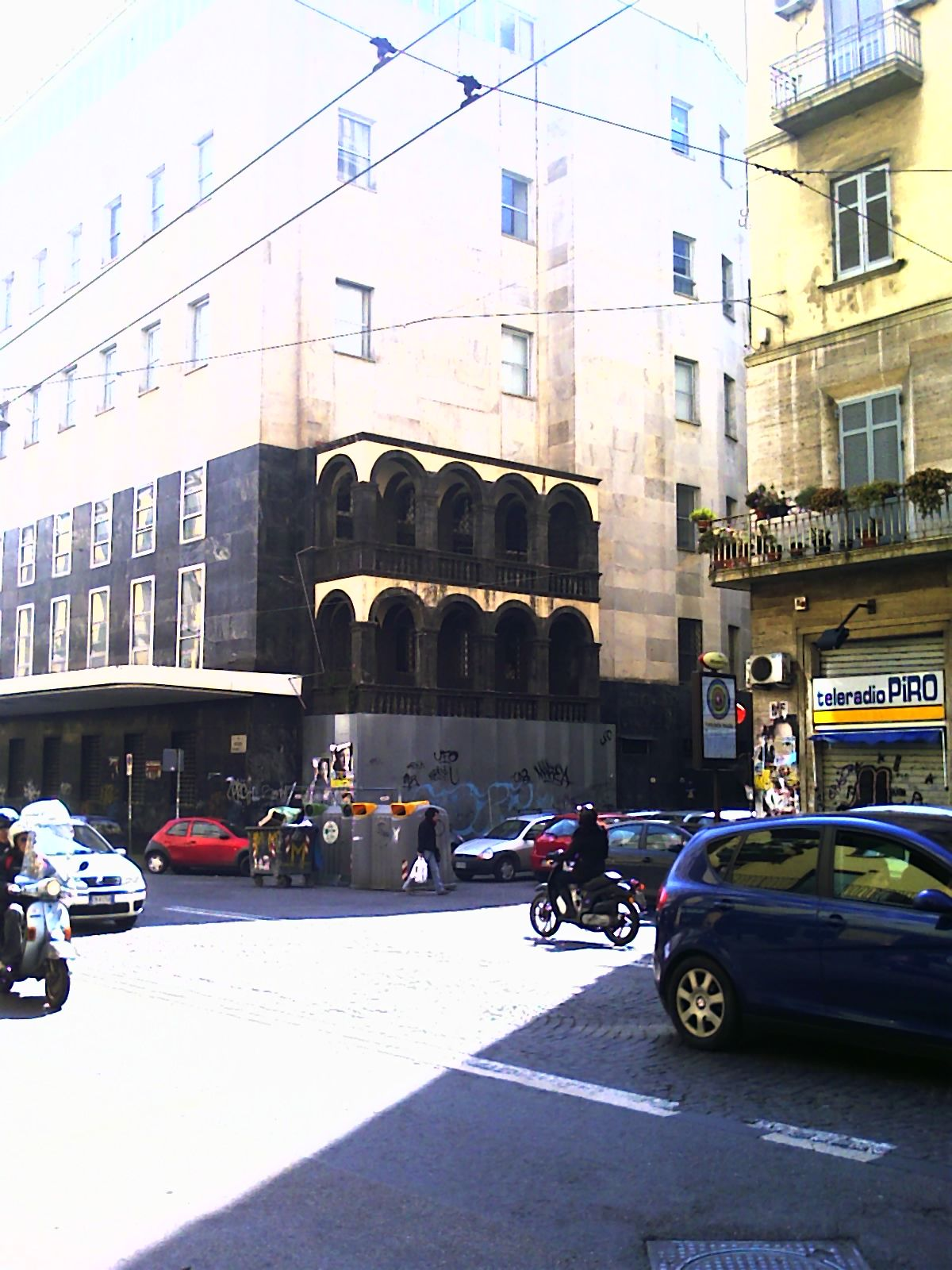
La loggia rinascimentale del convento di Monteoliveto

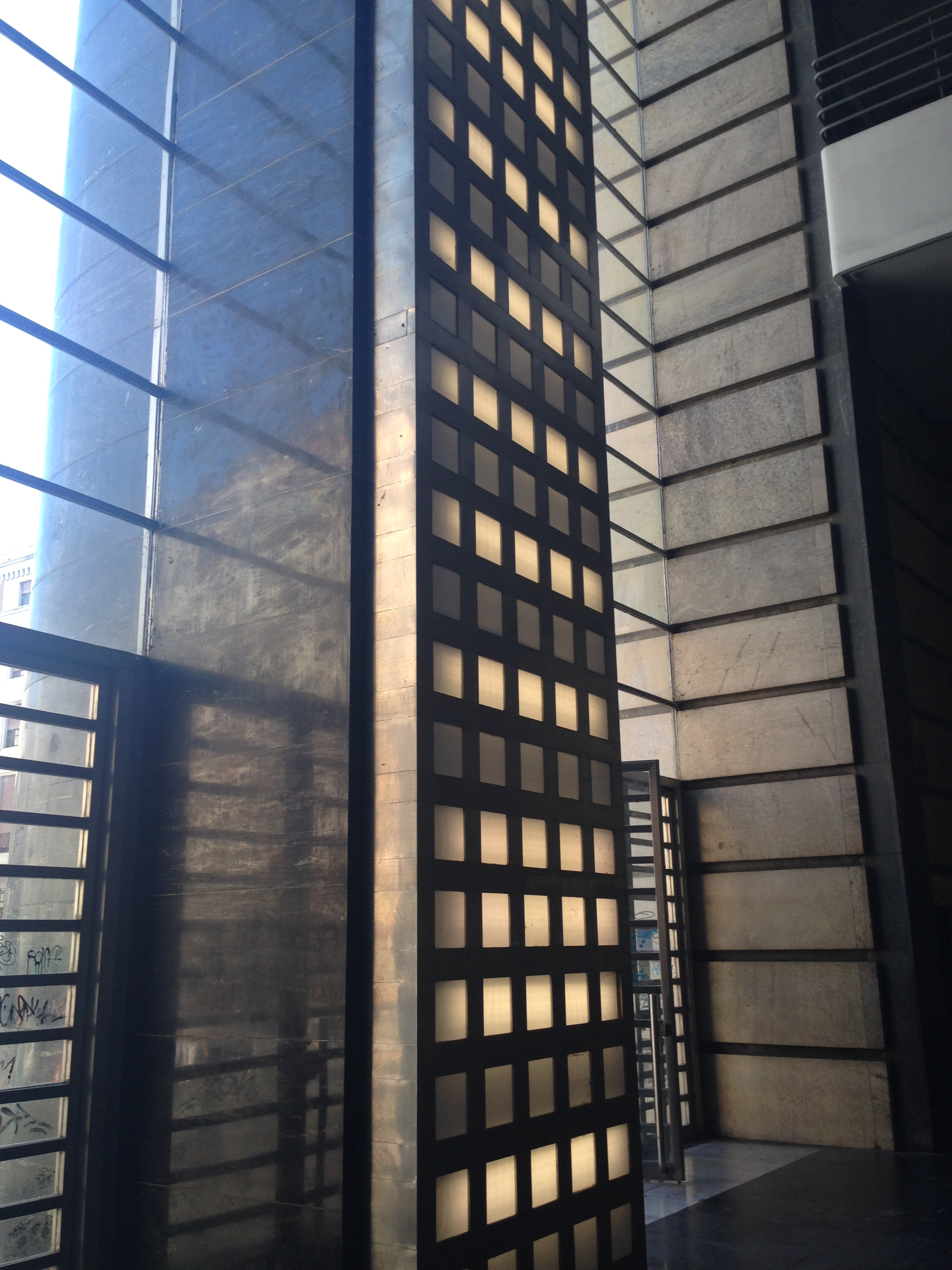
Ingresso dall'interno

Una delle principali caratteristiche dell'edificio è il bicromatismo determinato dalla diorite di Baveno e dal marmo della Valle Strona; l'altezza della fascia in diorite è studiata per riprendere i motivi del piperno del loggiato cinquecentesco alle spalle dell'edificio e corrisponde a quella dei tre ordini di archi.
Al fine di ovviare al dislivello tra la piazza e via Monteoliveto, è presente una rampa di scale in pietra di piperno che annulla la notevole altezza del dislivello stesso.
Notevole è la facciata di piazza Matteotti, caratterizzata dall'ampia apertura centrale divisa da un pilastro a tutta altezza in calcestruzzo armato rivestito totalmente in diorite e destinato ad ospitare i cavi telegrafici; l'apertura, schermata da una grande vetrata, presenta ai lati ancora pilastri ricoperti di diorite, aventi sezione quadrata e intervallati dalle finestre dei saloni.
L'interno è caratterizzato dall'atrio a tutt'altezza e dagli ingressi dei maestosi saloni.
Nell'atrio, dove è presente la scultura dedicata ai Caduti di Arturo Martini, si trova l'ufficio vaglia e risparmi organizzato intorno al muro curvo di vetrocemento dell'adiacente rampa di scale; inoltre, per ridurre le masse portanti, gli architetti utilizzano due colonne di ghisa a tutt'altezza che partono dal tavolo in marmo del monte Amiata e raggiungono la volta.
Nei saloni ci sono tavoli in marmo rosso con sgabelli in nichel e cuoio; alla fine di ogni ambiente c'è un grande orologio in marmo. Altro punto d'interesse è il cortile con entrata in via Monteoliveto, che tuttavia non è accessibile ai visitatori, ma solo agli impiegati.